# ائوسبیو ساکریستان
ائوسبیو ساکریستان (اسپانیایی: Eusebio Sacristán‎; ۱۳ آوریل ۱۹۶۴) یک بازیکن سابق فوتبال اهل اسپانیا است.
وی همچنین برنده جایزه کفش طلای اروپا شده‌است.
از باشگاه‌هایی که در آن بازی کرده‌است می‌توان به بارسلونا، رئال وایادولید، سلتاویگو و اتلتیکو مادرید اشاره کرد.
ائوسبیو در تیم ملی فوتبال اسپانیا نیز بازی کرده‌است.

## افتخارات

### باشگاهی

#### بارسلونا
- لیگ قهرمانان اروپا: ۹۲–۱۹۹۱
- جام برندگان جام اروپا: ۸۹–۱۹۸۸
- لا لیگا: ۹۱–۱۹۹۰، ۹۲–۱۹۹۱، ۹۳–۱۹۹۲، ۹۴–۱۹۹۳
- کوپا دل ری: ۹۰–۱۹۸۹
- سوپرجام اروپا: ۱۹۹۲
- سوپرجام فوتبال اسپانیا: ۱۹۹۱، ۱۹۹۲، ۱۹۹۴

#### وایادولید
- کوپا دی لالیگا: ۹۴–۱۹۹۳

### ملی
- جام ملت‌های زیر ۲۱ سال اروپا: ۸۴–۱۹۸۳